# Язу-Векі
Язу-Векі (рум. Iazu Vechi) — село у повіті Ясси в Румунії. Входить до складу комуни Шипоте.
Село розташоване на відстані 344 км на північ від Бухареста, 40 км на північний захід від Ясс.

## Населення
За даними перепису населення 2002 року у селі проживали 386 осіб, усі — румуни. Усі жителі села рідною мовою назвали румунську.